# Chrodobertus (Tours)
Chrodobertus (auch Chrodebertus; frz. Chrotbert, eine frühe Variante von Robert) war in den Jahren 660 bis 695 Bischof von Tours. Außerdem war er in den Jahren 656 bis 663 in Personalunion auch Bischof von Paris. Chrodobertus entstammte wahrscheinlich der Familie der Robertiner.
| Personendaten    | Personendaten                                 |
| ---------------- | --------------------------------------------- |
| NAME             | Chrodobertus                                  |
| ALTERNATIVNAMEN  | Chrodebertus; Chrotbert; Frodebertus; Frobert |
| KURZBESCHREIBUNG | Bischof von Tours und Paris                   |
| GEBURTSDATUM     | vor 656                                       |
| STERBEDATUM      | nach 695                                      |